# دانگی
دانگی (به چینی: 東阿縣) یک شهرستان در جمهوری خلق چین است که در لیائوچنگ واقع شده‌است. دانگی ۷۹۹ کیلومترمربع مساحت و ۴۲۰٬۰۰۰ نفر جمعیت دارد.